# Svartstare
Svartstare (Sturnus unicolor) är en fågel i familjen starar inom ordningen tättingar. Fågeln är en nära släkting till staren och ersätter denna i sydvästra Europa och nordvästra Afrika samt på flera öar i Medelhavet.

## Utseende och läte
Svartstaren är mycket lik staren men är marginellt större (21–23 centimeter i längdm 70–100 gram i vikt) och har en mörkare och mer oljig svart fjäderdräkt. Den glänser i purpur eller grönt i starkt ljus och är helt utan starens fläckar under vår och sommar. Den har också tydligt längre halsfjädrar, dubbelt så långa som starens, som formar som ett slags skägg. Benen är starkt rosafärgade. Näbben är gul med blå bas hos hanar och rosaaktig hos honor, vintertid svartaktig. 
Ungfåglarna är mörkare än unga starar och har svarta näbb och bruna ben. Vintertid är förväxlingsrisken med stare störst när denna övervintrar i stora antal i svartstarens utbredningsområde. Svartstaren känns då igen genom att den endast har små bleka fläckar. 

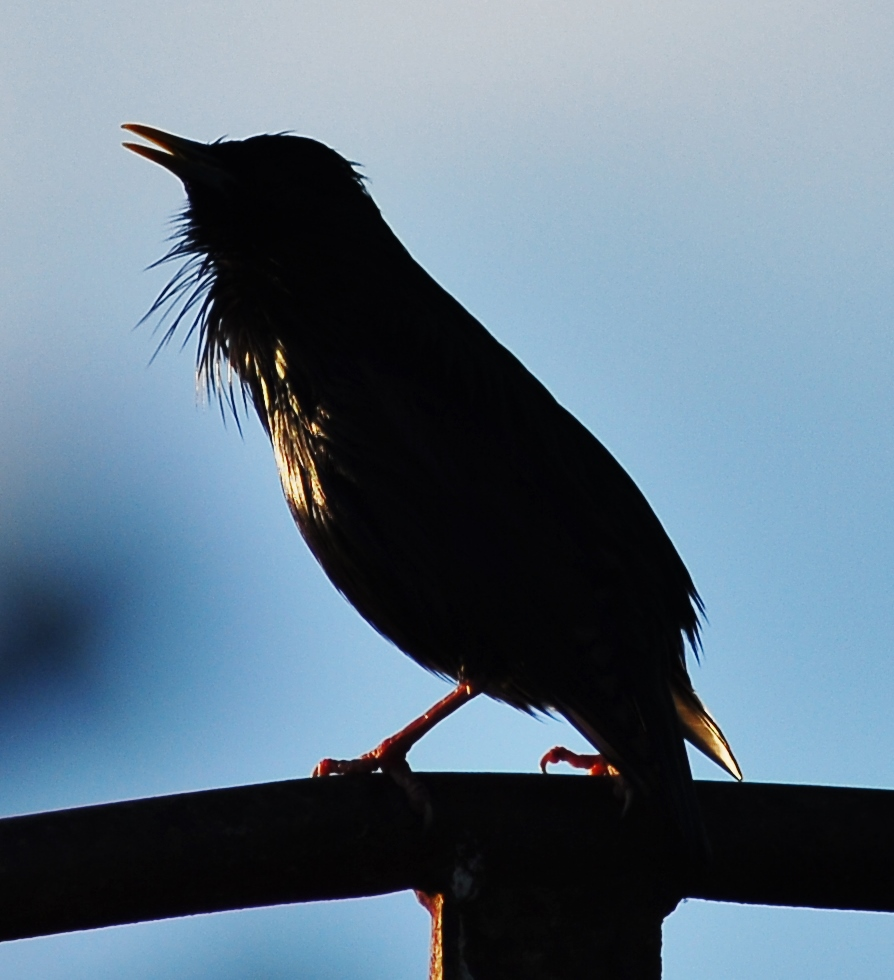
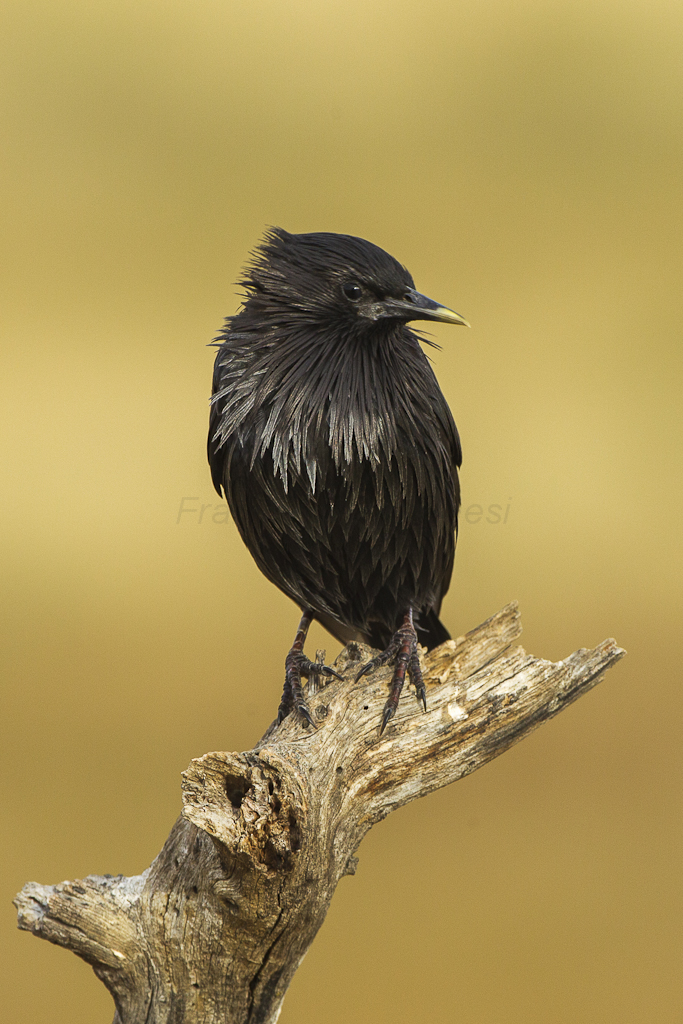

Liksom staren går den snarare än hoppar och flyger direkt med triangelformade vingar och ett kortstjärtat intryck. Svartstaren är som staren en ljudlig fågel som gärna härmar. Lätena är väldigt lika, men mer högljudda.

## Utbredning och systematik
Svartstaren förekommer från Iberiska halvön till Korsika, Sardinien, Sicilien och nordvästra Afrika. Den är huvudsakligen stannfågel och därmed en mycket sällsynt gäst utanför sitt utbredningsområde. Enstaka fynd har gjorts i norra Frankrike, i tyska Niedersachsen samt i Schweiz.

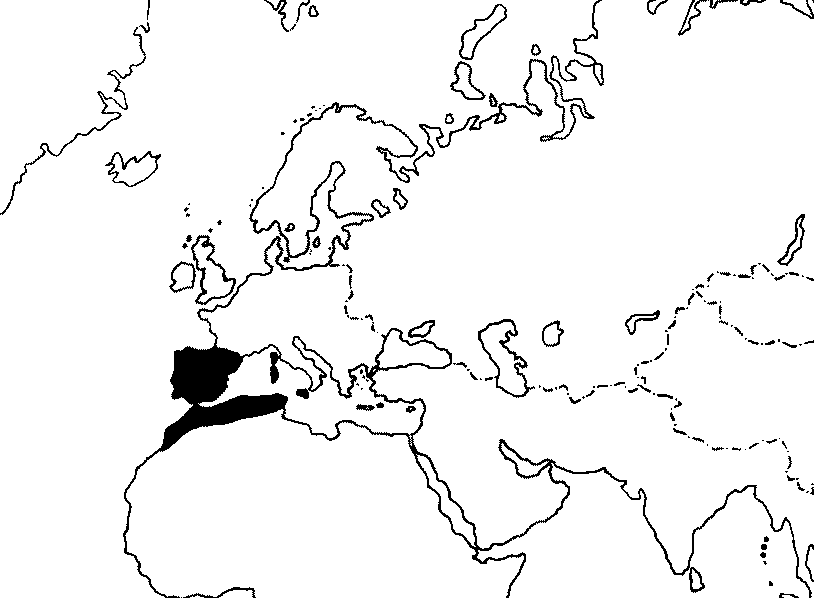
Svartstarens utbredningsområde.

Efter att släktet Sturnus delats upp i ett antal mindre släkten återstår endast svartstaren och staren i släktet. Hybrider med stare har påträffats där deras utbredningsområden överlappar i nordöstra Spanien.

## Ekologi
Svartstaren förekommer i en rad olika öppna miljöer, alltifrån jordbruksmark och olivlundar till stadsmiljö. De högsta koncentrationerna hittas i öppna, betade skogar av stenek. Liksom staren är den en allätare som intar ryggradslösa djur, bär och matrester. Den är en social fågel som gärna bildar stora flockar som vintertid kan uppgå till 100.000 individer. Den häckar i olika trädhål, i byggnader och i klippskrevor och lägger tre till fem ägg.

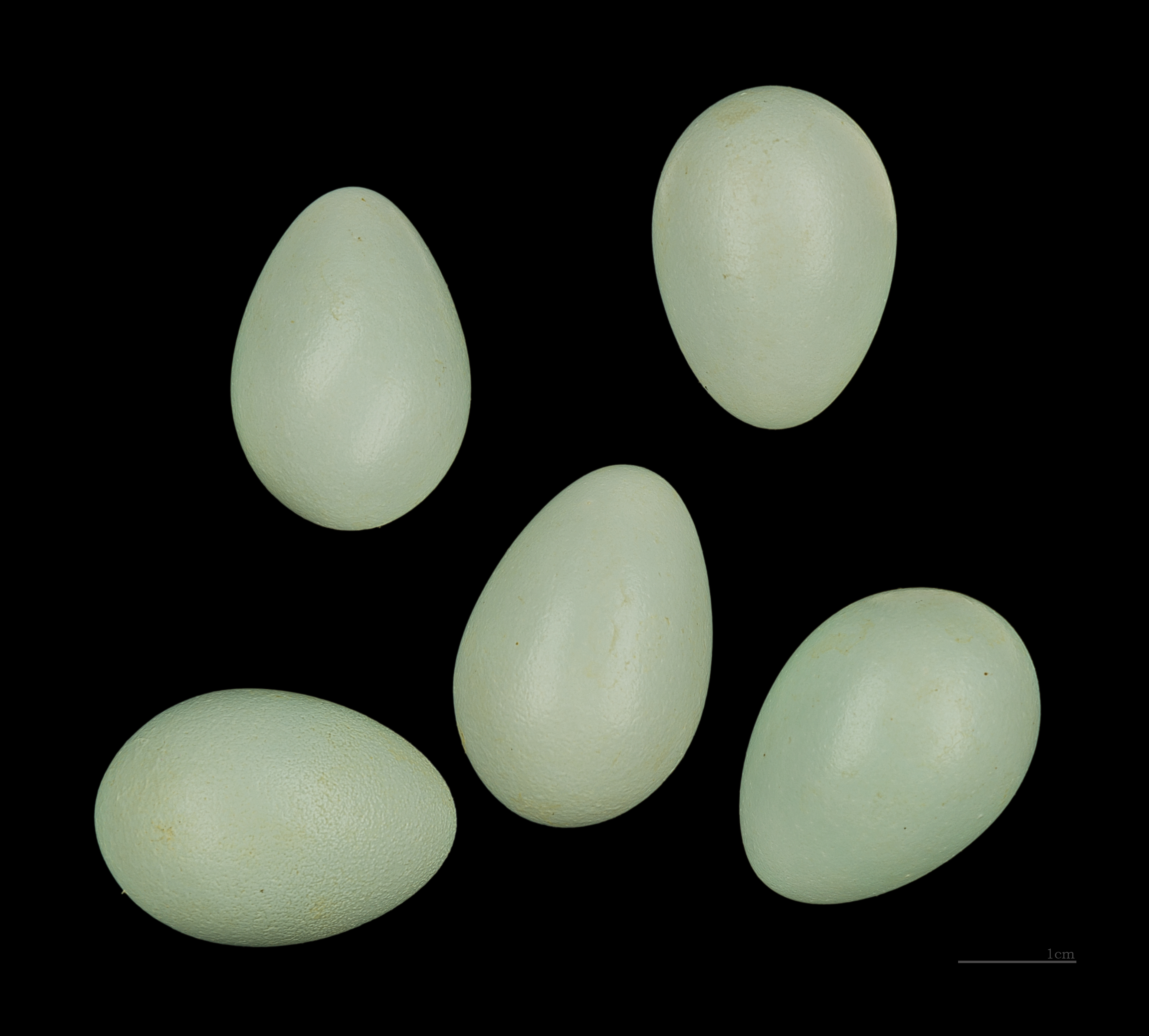
Svartstarens ägg.

## Status
Arten har ett stort utbredningsområde och beståndet anses vara stabilt. Internationella naturvårdsunionen IUCN listar den därför som livskraftig (LC). Beståndet uppskattas till mellan 63,6 och 81,9 miljoner adulta individer. De senaste decennierna har den vidgat sitt utbredningsområde mot norr. Mellan 1950 och 1980 spred den sig till nordöstra Spanien där den inte tidigare förekom och sedan 1983 även in utmed Frankrikes sydöstra kust.

## Namn
Fågeln har även på svenska kallats svart stare.